# موزه و مؤسسه جانورشناسی
موزه و موسسه جانورشناسی (به لهستانی: Muzeum i Instytut Zoologii PAN) یک موزهٔ جانورشناسی در ورشو لهستان است که در سال ۱۸۱۹ میلادی ایجاد شده و ریاست این موزه را ویسلاو بوگدانوویچ بر عهده دارد.